# Pallós Tivadar
Pallós Tivadar, 1904-ig Pollák (Budapest, 1887. május 4. – Budapest, 1950. július 29.) zeneszerző, karmester, zenetanár.

## Élete
Pallós Ármin (1856–1912) könyvnyomdász és Posner Nanetta fia. 1908-ban végzett a Zeneakadémián zeneszerzés szakon, ahol Koessler János növendéke volt. 1912 és 1916 között zenetanárként dolgozott a Szemere-féle zeneiskolában. 1919 és 1926 között az Andrássy úti Színház karmestere volt. Ezt követően Berlinbe ment, ahol szintén karmesterként dolgozott, majd a drezdai Central-Theater első karmestere lett. 1928 novemberétől a müncheni Deutsches Theater zeneigazgatójaként működött. Az 1930-as évek elején megalapította a Pallos Ladies női vokál-kvintettet, amely különböző nemzetiségű lányokból állt (két német, egy svéd, egy osztrák és egy angol), s akikkel évekig járta a világ színpadjait. 1932 augusztusában a Városi Színház új tulajdonosa, Labriola Bemardo a Labriola Színház zenekarához szerződtette karmesternek. A revüszínház megnyitójának első fellépője a Pallos Ladies énekegyüttes volt, s énekesszámukat a rádió is közvetítette. A következő évben úgy döntött, hogy az eredeti szereplőket fokozatosan magyar énekesnőkre cseréli, s egy időre Adorján Mária, Szabó Ilonka és Osváth Júlia is csatlakozott hozzájuk. 1934 első felére több hetes turnét tervezett együttesével Spanyolországban és Dél-Amerikában, ám az együttes átszervezése miatt az utazás elmaradt. 1940 és 1944 között az OMIKE Művészakció keretei közé kényszerült és újjászervezte a Pallos Ladies együttest. 1940 őszén mutatkoztak be, immár vokáltrióként. 1941 tavaszán pedig a Dybuk című színmű előadásai előtt léptek színpadra a Goldmark-teremben. Ő szerezte a zenéjét az ott bemutatott Szabolcsi Lajos A király gyűrűje és Harmath Imre Békebeli béke című daraboknak.
Operaparódiákat, vígoperarevüt, operettet, énekes bohózatokat írt Zágon István, Balassa Emil, Békeffi László és Harsányi Zsolt librettóira. Ezeken kívül számos, Nagy Endre, Török Rezső, Emőd Tamás és a kor többi költője által írt verset zenésített meg.
Halálát koszorúér rögösödés okozta. A Kozma utcai izraelita temetőben helyezték végső nyugalomra.

## Magánélete
Házastársa Keleti Erzsébet (1888–1960) énektanárnő volt, Klein Márkus és Braun Henrietta lánya, akit 1911. május 28-án Budapesten, a Terézvárosban vett nőül.

### Színműve
Ahogy mi kinézünk, revü-bohózat 4 felvonásban. Társszerzők: Feld Mátyás és Kálmán Jenő. Bemutató: 1922. július 14., Budapesti Színház.